# (15262) Abderhalden
(15262) Abderhalden ist ein Asteroid des Hauptgürtels, der am 12. Oktober 1990 von den deutschen Astronomen Freimut Börngen und Lutz D. Schmadel an der Thüringer Landessternwarte Tautenburg entdeckt wurde.
Benannt wurde er nach dem Schweizer Physiologen und Biochemiker Emil Abderhalden, der von 1911 bis 1945 an der Universität Halle lehrte.
Der Himmelskörper gehört zur Themis-Familie, einer Gruppe von Asteroiden, die nach (24) Themis benannt wurde.